# AT&T Стейдиъм
„AT&T Стейдиъм“ (на английски: AT&T Stadium) e стадион с подвижен покрив в Арлингтън, Тексас, САЩ. На него домакинските си мачове игреае отборът по американски футбол „Далас Каубойс“, като освен това е и домакин на колежанските ежегодни сблъсъци по американски футбол – Cotton Bowl Classic, Big 12 Championship Game и Southwest Classic. Съоръжението, което е собственост на град Арлингтън, освен това се използва и за много други събития като концерти, баскетболни и футболни мачове, колежански и гимназиални спортни събития, родеота, мотокрос, кеч събитя и други. Стадионът заменя частично покрития „Тексас Стейдиъм“, който приема мачовете на „Далас Каубойс“ от 1971 до 2008 година.
Често е наричан Jerry World на името на собственика на „Далас Каубойс“ – Джери Джоунс, който го предвижда като голям увеселителен комплекс. Капацитетът на стадиона е 80 000 души, като може да бъде увеличен до 100 000 души с добавяне на правостоящи места. Това го прави най-големият стадион в НФЛ. Рекордът по посещаемост е поставен през 2009 година, когато мач от НФЛ е гледан от 105 121 души. Освен това разполага с два видеоекрана, които са сред най-големите видеоекрани с висока разделителна способност в света.
Един от стадионите домакини на Световното първенство по футбол през 2026.